# Jon Kortajarena

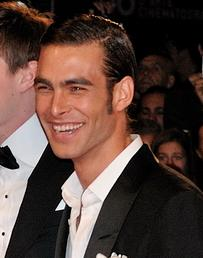
Jon Kortajarena (2009)

Jon Kortajarena Redruello (* 19. Mai 1985 in Bilbao, Spanien) ist ein spanisches Männermodel und Schauspieler. Bekannt wurde er durch seine Werbekampagnen unter anderem für Giorgio Armani, Mango und Tom Ford. Ab Mai 2019 war er in der Netflix-Original-Serie High Seas zu sehen.

## Leben
Kortajarena wurde eher zufällig während einer „Fashion Week“ von Ricardo Minio entdeckt und zu einer Modelkarriere überredet. Seine ersten Auftritte auf dem Catwalk hatte er 2004 für Minio und John Galliano. Noch im selben Jahr nahm ihn Roberto Cavalli für eine Werbekampagne unter Vertrag. 2007 unterschrieb er einen Vertrag mit dem US-amerikanischen Modelabel Guess. Das Forbes Magazine listete ihn 2009 auf Platz acht der zehn erfolgreichsten Männermodels.
Kortajarena gab sein Filmdebüt als Carlos in Tom Fords Regiedebüt A Single Man.
2016 hatte Kortajarena einen Gastauftritt im Musikvideo des Liedes M.I.L.F. $ von Stacy Ferguson.
Von 2014 bis 2016 war Kortarajena mit dem britischen Schauspieler Luke Evans zusammen.

## Filmografie (Auswahl)
- 2009: A Single Man
- 2015: Andron
- 2016: Acantilado
- 2017: Pieles – Du kannst nicht aus deiner Haut (Pieles)
- 2017: Quantico (Fernsehserie, 5 Episoden)
- 2018: The Aspern Papers
- 2019–2020: High Seas (Fernsehserie)
- 2020: Tales from the Loop (Fernsehserie, 1 Episode)
- 2020: Eurovision Song Contest: The Story of Fire Saga
- 2023: Heart of Stone